# Big Big World (album)
Big Big World è il primo album in studio della cantante svedese Emilia, pubblicato nel 1998 dall'etichetta discografica Universal Music.

## Descrizione
Dall'album sono estratti i singoli Big Big World, Good Sign e Twist of Fate, che hanno ottenuto, in particolare i prime due, molto successo in tutto il mondo. Il primo, in particolare, ha riscosso un buon successo in Italia, arrivando alla posizione numero 2 della classifica settimanale e alla ventunesima della classifica annuale del 1999.

## Tracce
1. Good Sign – 3:02
2. Big Big World – 3:22
3. Come Into My Life – 3:17
4. Twist of Fate – 3:45
5. Like Chocolate – 3:03
6. What About Me? – 3:30
7. Life (Will Never Be The Same) – 3:08
8. Daddy's Girl – 2:58
9. Adam & Eve – 4:24
10. Maybe, Baby – 3:08
11. Big Big World (TNT's Big Phat Mix) – 3:12
12. Maybe, Baby (Swing Style) – 3:24

Durata totale: 40:13

## Classifiche
| Paese            | Posizione massima |
| ---------------- | ----------------- |
| Svizzera         | 2                 |
| Norvegia         | 4                 |
| Austria          | 6                 |
| Svezia           | 14                |
| Finlandia        | 14                |
| Nuova Zelanda    | 34                |
| Belgio (Fiandre) | 46                |
| Francia          | 48                |
| Paesi Bassi      | 76                |